# Communauté de communes des Loges
La communauté de communes des Loges est une communauté de communes française située dans le département du Loiret en région Centre-Val de Loire.

## Géographie

### Géographie physique
Située dans le centre du département du Loiret, la communauté de communes des Loges regroupe 20 communes et présente une superficie de 549,7 km2.

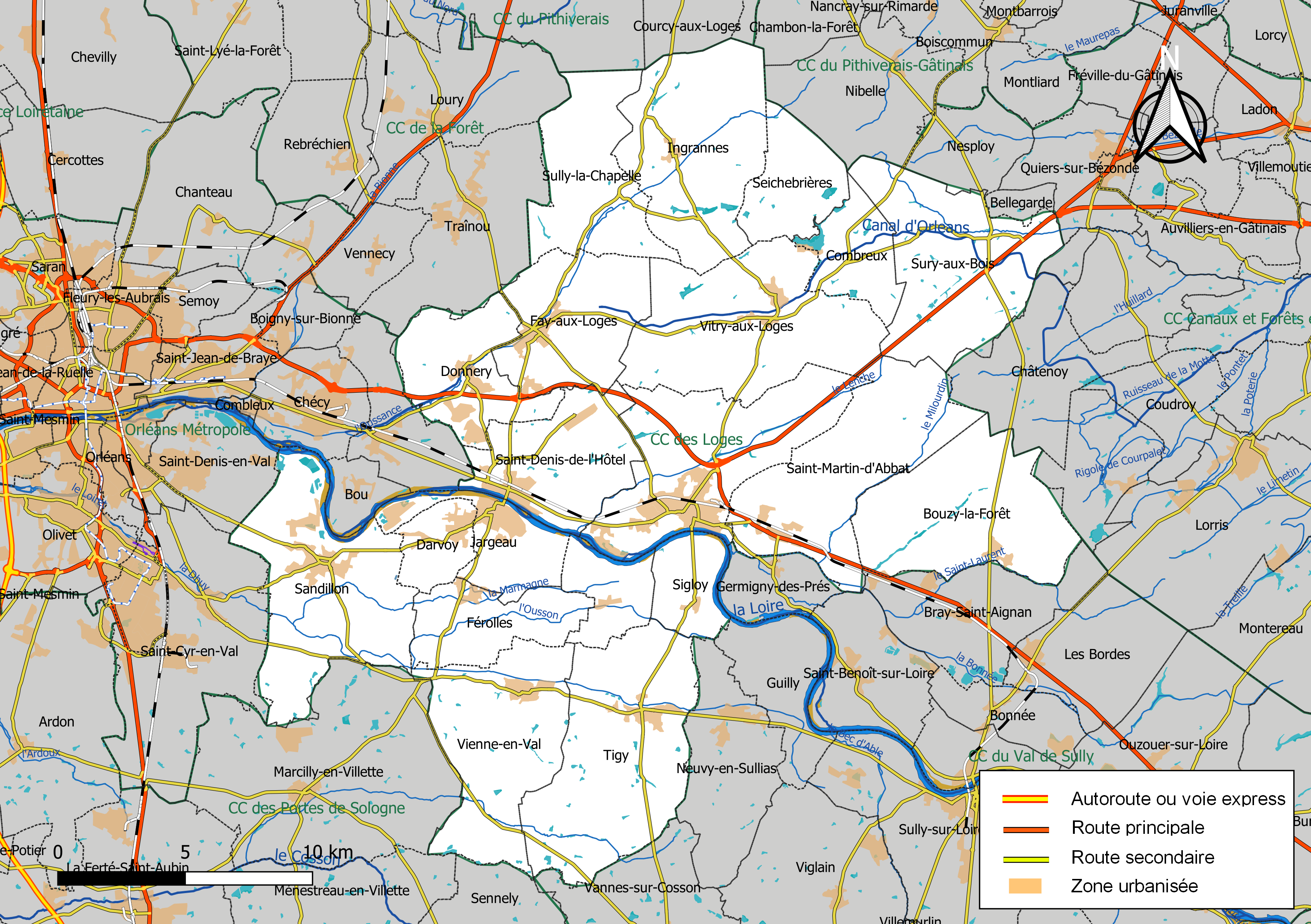
Carte de la communauté de communes des Loges au 1er janvier 2019.

### Composition

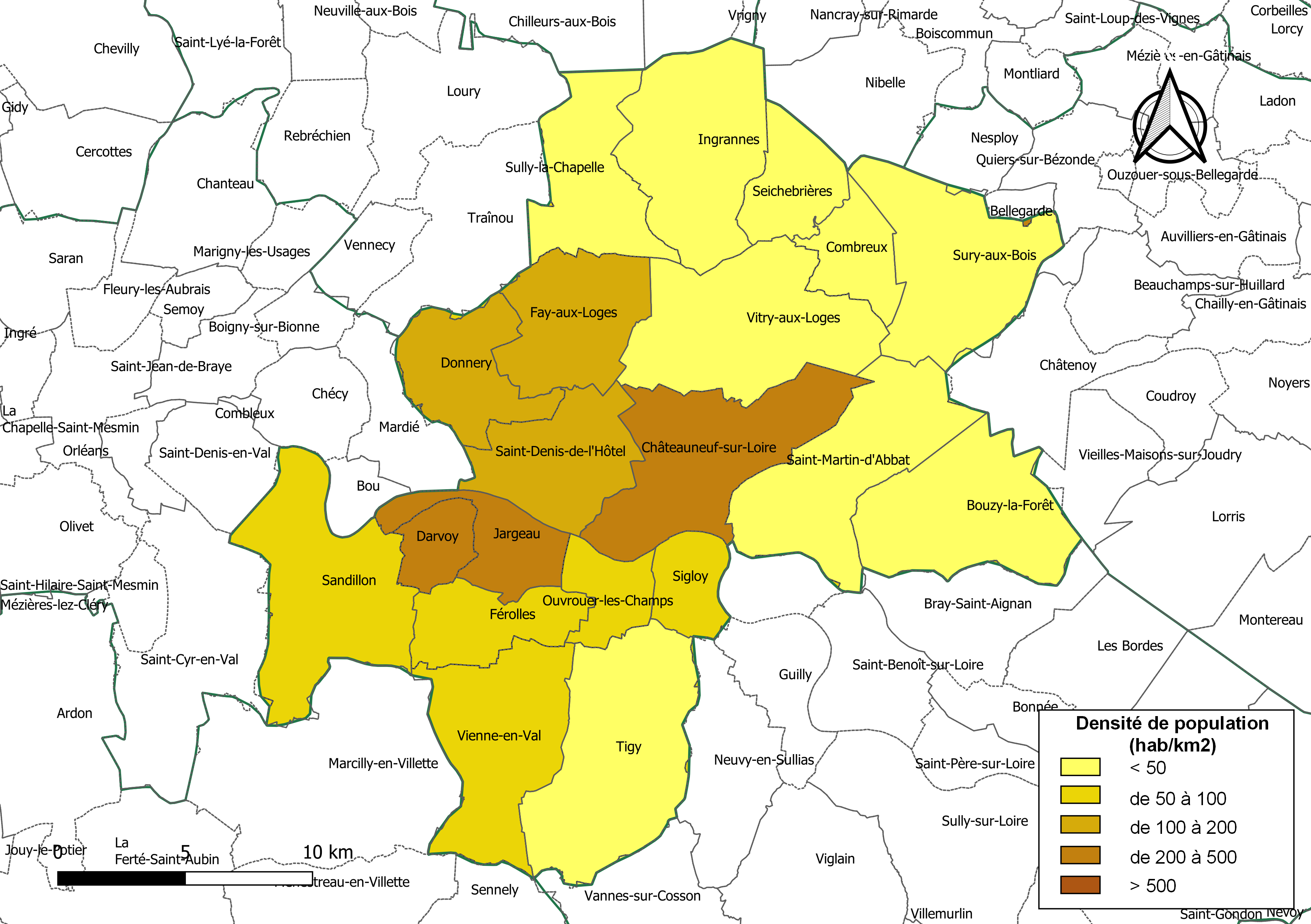
Carte des densités de population (millésimée 2016) des communes de la communauté de communes des Loges. Composition en communes au 1er janvier 2019.

La communauté est composée de neuf communes du canton de Châteauneuf-sur-Loire, de deux communes du canton de Neuville-aux-Bois, d'une commune du canton de Chécy et de deux communes du canton de Jargeau.
La commune de Châteauneuf-sur-Loire est la plus peuplée des communes adhérentes et Vitry-aux-Loges la plus étendue. Bouzy-la-Forêt est également membre du syndicat intercommunal à vocations multiples du collège des Bordes.
La communauté de communes est composée des 20 communes suivantes :

| Nom                           | Code Insee | Gentilé        | Superficie (km2) | Population (dernière pop. légale) | Densité (hab./km2) |
| ----------------------------- | ---------- | -------------- | ---------------- | --------------------------------- | ------------------ |
| Châteauneuf-sur-Loire (siège) | 45082      | Castelneuviens | 40,01            | 8 470 (2022)                      | 212                |
| Bouzy-la-Forêt                | 45049      | Bulzaciens     | 37,47            | 1 231 (2022)                      | 33                 |
| Combreux                      | 45101      | Combreusiens   | 12,67            | 270 (2022)                        | 21                 |
| Darvoy                        | 45123      | Darvoisiens    | 8,58             | 1 905 (2022)                      | 222                |
| Donnery                       | 45126      | Donnerysiens   | 21,77            | 2 833 (2022)                      | 130                |
| Fay-aux-Loges                 | 45142      | Fayciens       | 26,48            | 3 846 (2022)                      | 145                |
| Férolles                      | 45144      | Férolliots     | 17,05            | 1 134 (2022)                      | 67                 |
| Ingrannes                     | 45168      | Ingrannais     | 38,98            | 543 (2022)                        | 14                 |
| Jargeau                       | 45173      | Gergoliens     | 14,66            | 4 636 (2022)                      | 316                |
| Ouvrouer-les-Champs           | 45241      | Oratoriens     | 10,54            | 539 (2022)                        | 51                 |
| Saint-Denis-de-l'Hôtel        | 45273      | Dyonisiens     | 25,45            | 3 057 (2022)                      | 120                |
| Saint-Martin-d'Abbat          | 45290      | Abbatiens      | 38,97            | 1 825 (2022)                      | 47                 |
| Sandillon                     | 45300      | Sandillonnais  | 41,31            | 4 209 (2022)                      | 102                |
| Seichebrières                 | 45305      | Seichebriérois | 14,84            | 220 (2022)                        | 15                 |
| Sigloy                        | 45311      | Sigloyois      | 9,46             | 660 (2022)                        | 70                 |
| Sully-la-Chapelle             | 45314      | Sullygeois     | 26,17            | 453 (2022)                        | 17                 |
| Sury-aux-Bois                 | 45316      | Suryens        | 38               | 775 (2022)                        | 20                 |
| Tigy                          | 45324      | Tigyciens      | 47,29            | 2 463 (2022)                      | 52                 |
| Vienne-en-Val                 | 45335      | Viennois       | 35,94            | 1 965 (2022)                      | 55                 |
| Vitry-aux-Loges               | 45346      | Vitrylogiens   | 44,06            | 2 212 (2022)                      | 50                 |

## Démographie
| 1968   | 1975   | 1982   | 1990   | 1999   | 2006   | 2011   | 2016   | 2022   |
| ------ | ------ | ------ | ------ | ------ | ------ | ------ | ------ | ------ |
| 20 476 | 22 759 | 28 818 | 31 728 | 34 673 | 37 970 | 40 707 | 42 030 | 43 246 |

## Administration

### Présidents
| Période | Période  | Identité                    | Étiquette | Qualité                                       |
| ------- | -------- | --------------------------- | --------- | --------------------------------------------- |
| 1996    | 2008     | Bernard de la Rochefoucauld |           | Maire d'Ingrannes (2001 → 2008)               |
| 2008    | 2014     | Arnaud de Beauregard        |           | Adjoint au maire de Vitry-aux-Loges           |
| 2014    | 2020     | Jean-Pierre Garnier         | DVD       | Maire de Saint-Denis-de-l'Hôtel (2008 → 2020) |
| 2020    | En cours | Frédéric Mura               |           | Maire de Fay-aux-Loges (2014 → )              |

### Conseil communautaire
Le conseil communautaire se compose de 45 conseillers pour la mandature 2020-2026, répartis comme suit :
| Nombre de conseillers | Communes                                     |
| --------------------- | -------------------------------------------- |
| 8                     | Châteauneuf-sur-Loire                        |
| 5                     | Jargeau                                      |
| 4                     | Fay-aux-Loges, Sandillon                     |
| 3                     | Donnery, Saint-Denis-de-l'Hôtel              |
| 2                     | Darvoy, Tigy, Vienne-en-Val, Vitry-aux-Loges |
| 1                     | Les 10 communes restantes                    |

## Compétences
- Aménagement de l'espace communautaire
- Développement économique
- Politique du logement et du cadre de vie
- Protection et mise en valeur de l'environnement
- Création, aménagement et entretien de la voirie d'intérêt communautaire
- Construction, extension, aménagement, entretien et gestion d'équipements culturels, sportifs et d'enseignement d'intérêt communautaire
- Actions en faveur de la petite enfance, de l'enfance et de la jeunesse
- Action de développement de services de santé
- Numérisation du cadastre et traitement des données numérisées
- Transport
- Fonds de concours
- Instruction des demandes d'autorisation de construire (permis d'aménager et de construire, déclarations préalables, certificats d'urbanisme)
- Service Public d'Assainissement Non Collectif (SPANC)

## Territoire
Le territoire de la communauté de communes des Loges comprend de nombreuses implantations industrielles, en particulier dans le secteur agro-alimentaire :
- Laiterie de Saint-Denis-de-L'Hôtel (Saint-Denis-de-L'Hôtel)
- Masterfoods (Saint-Denis-de-L'Hôtel)
- Les Crudettes (Châteauneuf-sur-Loire)
- Suntory Orangina Schweppes (Donnery)
- Antartic (St-Martin-d'Abbat)
- Groupe Baudin Châteauneuf (Châteauneuf-sur-Loire)
- Zéfal (Jargeau)
- Codifrance Colruyt Groupe (Châteauneuf-sur-Loire)
- Groupe Barillet (Châteauneuf-sur-Loire)

## Historique
La communauté de communes est créée le 24 décembre 1996.
Le siège social est transféré le 3 juillet 1998.
Le 30 décembre 1999, Saint-Martin-d'Abbat, Bouzy-la-Forêt et Vitry-aux-Loges rejoignent les communes fondatrices
Combreux rejoint la communauté en 2008.
En 2003, deux nouvelles communes adhèrent à la communauté : Darvoy le 31 décembre 2003 et Sully-la-Chapelle le
6 février 2003.
Sury-aux-Bois adhère le 1er janvier 2006.
Châteauneuf-sur-Loire adhère à la communauté le 1er janvier 2010.
Dans un communiqué de presse daté du 17 mars 2016 et intitulé « Le nouveau schéma départemental de coopération intercommunale du Loiret », la préfecture du Loiret annonce l'absorption de la communauté de communes Val Sol par la communauté de communes des Loges à l'exception de la commune de Vannes-sur-Cosson reversée dans la communauté de communes du Val de Sully, issue de la fusion de la communauté de communes du Sullias et de la communauté de communes du Val d'Or et Forêt. Cette réorganisation prend effet le 1er janvier 2017.

## Communication
La Lettre de la communauté de communes des Loges dont le premier numéro est paru au printemps 2005.

### Sources
- Sur la population et les limites administratives de la France
- La base aspic - (Accès des Services Publics aux Informations sur les Collectivités)